# Złota kolekcja: Czas relaksu
Złota kolekcja: Czas relaksu – album kompilacyjny zespołu Andrzej i Eliza zawierający jego największe przeboje, wydany w 2016 roku jako część serii Złota kolekcja.

## Lista utworów
1. „Ballada o butach”
2. „Czas relaksu”
3. „Czeka na nas świat”
4. „Czy pamiętasz, jak to było”
5. „Dobra miłość między nami”
6. „Gdy tak stoję zapatrzony w okno”
7. „Idzie na deszcz”
8. „Jeszcze tylko jeden dzień”
9. „Kiedy człowiek sam na świecie”
10. „Królem bądź głową rusz”
11. „Letni sposób na kłopoty”
12. „Mój powrót”
13. „Na początku lub na końcu miasta”
14. „W sześć lat po ślubie”
15. „Wahanie”
16. „Zaloty jesienne A.D. 1971”
17. „Kołysanka matki”
18. „Rzuciła mnie dziewczyna”
19. „Święta we dwoje”
20. „Zostawimy miasto za zakrętem”
21. „Dziewczyna z miejscówkami”
22. „Kuglarskie sztuczki”
23. „Od jutra już”
24. „Hej Panie Słońce”